# Будберг, Андрей Фёдорович
Барон Андрей Фёдорович Будберг (нем. Andreas Ludwig Carl Theodor von Budberg-Bönninghausen; 1817—1881) — русский дипломат, посол в Берлине, Вене и Париже; действительный тайный советник (с 1867); член Государственного совета (с 1868).

## Ранние годы
Родился 8 (20) января 1817 года в Риге. Происходил из остзейского дворянского рода Будбергов — сын барона Теодора-Оттона фон Будберга от брака с Еленой, дочерью главы российской дипломатии Андрея Яковлевича Будберга, в память о котором и получил имя. 
Воспитывался сначала в Ревельском пансионе, а в 1841 году окончил со степенью действительного студента юридический факультет Императорского Санкт-Петербургского университета; в октябре 1841 года начал службу в Департаменте внешних сношений Министерства иностранных дел Российской империи. В июле 1842 года был назначен 3-м секретарём канцелярии вице-канцлера графа Нессельроде.
В июне 1845 года был назначен младшим секретарём российской миссии во Франкфурте-на-Майне, в декабре 1846 занял должность старшего секретаря, а в январе 1848 — и. д. поверенного в делах. В июле-сентябре 1849 года — и. д. поверенного в делах в Берлине, а в январе 1850 года был назначен советником российской миссии в Берлине.

## В Берлине и Вене
В декабре 1851 получил чин статского советника и назначен чрезвычайным посланником и полномочным министром в Пруссии, а также в великих герцогствах Мекленбург-Шверине и Мекленбург-Стрелице. С января 1852 по июнь 1855 заведовал также российской дипломатической миссией в Ганновере.
В мае 1852 года получил чин действительного статского советника. Стремился к поддержке союза России с Пруссией и Австрией. Во время Крымской войны, в 1853—1856 гг., способствовал сохранению нейтралитета Пруссии. После окончания войны и заключения Парижского мира (1856) стал решительным сторонником франко-русского союза.
В апреле 1856 года получил чин тайного советника; с июля 1856 года по февраль 1858 занимал пост посла в Вене. С февраля 1858 по ноябрь 1862 вновь состоял чрезвычайным посланником и полномочным министром в Берлине с одновременной аккредитацией в Мекленбург-Шверине и Мекленбург-Стрелице.

## Посол во Франции
В ноябре 1862 года Будберг был назначен послом в Париже. Время пребывания Будберга во Франции совпало с обострением русско-французских отношений (1863—1866), вызванным восстанием в Польше 1863. Однако и в эти годы Будберг, в противоположность части российской дипломатии, отстаивал ту мысль, что интересы России лучше всего охранялись бы через соглашение с Францией. Победы Пруссии в Европе в 1866 году привели к новому сближению между Францией и Россией, к чему и стремился в своей деятельности Будберг, но союз между двумя государствами так и не был заключен.
За дипломатическую деятельность удостоен ряда высших российских орденов, в том числе ордена Святой Анны 1-й степени (1852), ордена Белого орла (1862), ордена Святого Александра Невского (1864). С 1864 года — член Государственного совета.
В апреле 1867 года Андрей Фёдорович Будберг получил чин действительного тайного советника.

## Дуэль и отставка
В январе 1868 года префект парижской полиции сообщил Будбергу о том, что русский подданный барон Рудольф Мейендорф «весьма причудлив и подвержен раздражениям, доводящим его без всяких побудительных причин до насильственных действий». Префект выражал опасение «за нормальное состояние его умственных способностей». Посол направил барону Мейендорфу письмо, в котором указывал на недопустимость его поведения, недостойного русского офицера. В ответ на это барон Мейендорф совершил нападение на Будберга. 
Посол рассматривал это нападение, как результат ненормальности Мейендорфа, о чём и сообщил в Министерство иностранных дел. Мейендорф, находясь в Лондоне, напечатал в одной из газет заключение лондонских врачей о том, что «он страдает сильным раздражением сердца, но находится в здравом уме». Будберг, сочтя себя оскорбленным, вызвал Мейендорфа на дуэль, которая состоялась в городе Мюнхене. Следствием дуэли явился конец дипломатической карьеры Будберга: в апреле 1868 года он был уволен, по прошению, от должности посла, с оставлением в ведомстве иностранных дел, в мае того же года назначен членом Государственного совета Российской империи.
Умер в Санкт-Петербурге 28 января (9 февраля) 1881 года. 

## Награды
Российской империи:
- Орден Святой Анны 1-й степени (1854)
- Знак отличия беспорочной службы за XV лет (1857)
- Орден Святого Владимира 2-й степени (1857)
- Орден Белого орла (1862)[2]
- орден Св. Александра Невского (1864)[2]

Иностранных государств:
- Орден Филиппа Великодушного 1-й степени (1852, великое герцогство Гессен)
- Орден Данеброг 1-й степени (1852, королевство Дания)
- Королевский Гвельфский орден 1-й степени (1855, королевство Ганновер)
- Бриллиантовые знаки к ордену Красного орла 1-й степени (1856, королевство Пруссия)
- Орден Железной короны 1-й степени (1858, Австрийская империя)
- Орден Почётного легиона большой крест (10 ноября 1864, Французская империя)

## Семья
Жена (с 17.09.1846; в Баден-Бадене) — Мария Петровна Убри (1819—1913), фрейлина, дочь дипломата Петра Яковлевича Убри (1774—1847) от брака его с Шарлоттой Ивановной Герман (1791—1875). Баронесса Будберг занимала высокие посты при дворе, состояла гофмейстериной двора великой княгини Марии Павловны; была первой статс-дамой императрицы Александры Фёдоровны и кавалерственной дамой ордена Св. Екатерины малого креста. С 1891 года член Женского патриотического общества. В браке родились:
- Мария Андреевна (1847—1917), фрейлина, замужем с 21 февраля 1869 года[3] за князем В. Н. Гагариным (16.12.1844—10.12.1912[4]), умерла в Риме от склероза; сын Николай (1873-1925)
- Пётр Андреевич (1849—1879), подполковник.
- Фёдор Андреевич (1851—1916), гофмейстер, дипломат.
- Александр Андреевич (1853—1914).